# The Path of Totality
The Path of Totality (englisch für „Der Pfad der Ganzheit“) ist das zehnte Studioalbum der US-amerikanischen Nu-Metal-Band Korn. Es erschien am 2. Dezember 2011. Das Album wurde von neun Dubstep-Künstlern produziert und weicht vom bisherigen Stil der Band ab.

## Entstehung
Die erste Single Get Up! eine Kooperation mit dem Dubstep-Produzenten Skrillex, erschien bereits am 14. April 2011 und wurde ausschließlich als Download vertrieben. Bis September 2011 waren über 150.000 Downloads verkauft. Das Lied wurde erstmals aufgeführt, nachdem sich beim Coachella-Festival Jonathan und Munky zu Skrillex auf die Bühne im Dance-Zelt begaben und den Song dort – unangekündigt – spielten. Die Arbeiten am zehnten Album wurden im März 2010 begonnen. Das Album sollte von Anfang an ein Mix aus Metal-, Dance- und Dubstep-Elementen werden. Bei den beteiligten Musikproduzenten handelt es sich um Skrillex, Kill the Noise, Noisia, Feed Me, 12th Planet, Flinch, Datsik, Downlink und Excision. Korn gab am 27. August 2011 den Titel The Path of Totality und den 2. Dezember 2011 als Erscheinungsdatum für das neue Album bekannt. Zuvor lief das Album unter dem Arbeitstitel X als Anspielung dafür, dass das Album das zehnte in Korns Karriere ist. Neben der Standard-Version des Albums, mit elf Songs, wurde auch eine Deluxe-Edition veröffentlicht auf der sich die zwei Bonus-Tracks Fuels The Comedy und Tension befinden. Zusätzlich gibt es eine Bonus-DVD mit dem Titel “The Encounter”. Die DVD zeigt ein Konzert der Band mitten in einem Kornkreis in der Heimat Korns in Bakersfield, Kalifornien. Bislang war die Show nur in gekürzter Form im Fernsehen und online zu sehen. Neben Get Up! wurden als Singles Narcisstic Cannibal, Way Too Far und Chaos Lives In Everything ausgekoppelt. Zu allen Singles wurden auch Musikvideos produziert.

## Titelliste
Alle Songtexte wurden von Jonathan Davis geschrieben.
| #  | Titel                         | Länge | Mitwirkende Musikproduzenten |
| -- | ----------------------------- | ----- | ---------------------------- |
| 1  | Chaos Lives in Everything     | 3:47  | Skrillex                     |
| 2  | Kill Mercy Within             | 3:35  | Noisia                       |
| 3  | My Wall                       | 2:55  | Excision                     |
| 4  | Narcissistic Cannibal         | 3:10  | Skrillex & Kill the Noise    |
| 5  | Illuminati                    | 3:16  | Excision & Downlink          |
| 6  | Burn the Obedient             | 2:38  | Noisia                       |
| 7  | Sanctuary                     | 3:24  | Downlink                     |
| 8  | Let’s Go                      | 2:40  | Noisia                       |
| 9  | Get Up!                       | 3:42  | Skrillex                     |
| 10 | Way Too Far                   | 3:49  | 12th Planet & Flinch         |
| 11 | Bleeding Out                  | 4:49  | Feed Me                      |
| 12 | Fuels the Comedy (Bonustrack) | 2:49  | Kill the Noise               |
| 13 | Tension (Bonustrack)          | 3:56  | Excision, Datsik & Downlink  |

## Rezeption
Sebastian Kessler von Metal Hammer nannte The Path of Totality ein Album mit Höhen und Tiefen. Er lobte die Experimentierfreudigkeit der Band und ihr Streben nach Andersartigkeit. Er vergab fünf von sieben möglichen Punkten. Simon Langemann von laut.de bewertete das Experiment als misslungen und attestierte dem Album Einfallslosigkeit. Er vergab zwei von fünf möglichen Sternen.
Auch Ronny Bittner von Rock Hard meinte, dass das Niveau der Vorabsingle Get Up! auf Albumlänge nicht ganz gehalten werden konnte. Er vermisste die Korn-typische Riffpower und Brachialität. Er vergab sieben von zehn möglichen Punkten.

## Chartplatzierungen
| Jahr | Titel                | Höchstplatzierung, Gesamtwochen, AuszeichnungChartplatzierungen (Jahr, Titel, Platzierungen, Wochen, Auszeichnungen, Anmerkungen) | Höchstplatzierung, Gesamtwochen, AuszeichnungChartplatzierungen (Jahr, Titel, Platzierungen, Wochen, Auszeichnungen, Anmerkungen) | Höchstplatzierung, Gesamtwochen, AuszeichnungChartplatzierungen (Jahr, Titel, Platzierungen, Wochen, Auszeichnungen, Anmerkungen) | Höchstplatzierung, Gesamtwochen, AuszeichnungChartplatzierungen (Jahr, Titel, Platzierungen, Wochen, Auszeichnungen, Anmerkungen) | Höchstplatzierung, Gesamtwochen, AuszeichnungChartplatzierungen (Jahr, Titel, Platzierungen, Wochen, Auszeichnungen, Anmerkungen) | Anmerkungen |
| Jahr | Titel                | DE | AT | CH | UK | US | Anmerkungen |
| ---- | -------------------- | --- | --- | --- | --- | --- | ----------- |
| 2011 | The Path of Totality | DE28 (8 Wo.)DE | AT24 (6 Wo.)AT | CH32 (3 Wo.)CH | UK68 (1 Wo.)UK | US10 (21 Wo.)US |             |

## Tournee
Die The Path of Totality Tour begann bereits am 3. November 2011 in den USA. Insgesamt bestand sie letzten Endes aus sechs Abschnitten. Drei Legs in Nordamerika, zwei in Europa und eines in Asien. Besondere Merkmale der präsentierten Setlists waren, dass die Songs chronologisch angeordnet waren. So wurden zuerst Lieder der ersten beiden Studioalben Korn und Life Is Peachy, als auch Raritäten, die es nicht auf diese Alben schafften, wie das zuvor nie live erprobte Proud gespielt. Danach folgten Songs des neuen Albums The Path of Totality, dann die größten Hits und zuletzt eine Zugabe. Gastmusiker waren Elijah Blue Allman, der bei einem Konzert in Oberhausen mit der Band den Song Somebody Someone aufführte. Als die Band am 5. Mai auf dem Carolina Rebellion Festival spielte, führten sie gemeinsam mit Original-Gitarrist Brian Welch den Song Blind auf. Es war der erste gemeinsame Auftritt mit der Band, nach seinem Ausstieg 2005. Während des zweiten Europa-Legs klinkte sich Bassist Fieldy kurzzeitig aus um bei seiner schwangeren Frau zu sein. Auf den folgenden Konzerten wurde er von Ryan Martinie vertreten, der für seine Tätigkeiten bei Mudvayne bekannt wurde. Bei einem weiteren Konzert in Deutschland, in Püttlingen, wurde der deutsche Comedian Bülent Ceylan bei der Aufführung von Got the Life auf die Bühne geholt. Dieser hatte die Band zuvor in seine Show eingeladen, wo sie den Song Get Up! mit ihm als Bassisten aufführten. Außerdem wurden einige Konzerten von den mitwirkenden Dubstep-Künstlern eröffnet. Sie führten oftmals in Begleitung mit Sänger Jonathan Davis die The Path of Totality-Bonustracks Tension und Fuels the Comedy auf.

### Aufbau der Setlist
Intro/Tape:
Serenity (Song von Jonathan Davis alias der Dubstep-Künstler JDevil), Sanctuary (Anfang)
 Ältere Lieder und Rare Songs: 
Predictable, Divine, Lies, Helmet in the Bush, No Place to Hide, Good God, Proud
 Lieder von The Path of Totality: 
Chaos Lives in Everything, Kill Mercy Within, My Wall, Narcisstic Cannibal, Illuminati, Let’s Go, Get Up!, Way Too Far
 Greatest Hits: 
Freak on a Leash, Falling Away from Me, Somebody Someone, Here to Stay, Did My Time, Oildale (Leave Me Alone), Another Brick in the Wall (Original von Pink Floyd)
 Zugabe: 
Medley aus Shoots and Ladders und One, Got the Life, Blind

## Live at the Hollywood Palladium
Live at the Hollywood Palladium ist ein Livealbum das als CD und DVD bzw. als CD und Blu-ray Disc in einem erhältlich ist und am 2. September 2012 veröffentlicht wurde. Es zeigt den Auftritt am besagten Ort am Tag der Veröffentlichung von The Path of Totality am 6. Dezember 2011. Für diese Show lud die Band einige am Album mitgewirkten Dubstep und Electro-Künstler ein und führten mit ihnen deren Songs auf. Des Weiteren sieht man die Erstaufführung von Illuminati und Chaos Lives in Everything. Neben dem Konzert enthält das Album Interviews mit den Bandmitgliedern inklusive Live-Keyboarder Zac Baird.

### Setlist
1. Get Up! (mit Skrillex als Gitarrist)
2. Kill Mercy Within
3. Illuminati (Mit Excision und Downlink)
4. Chaos Lives in Everything
5. My Wall (Mit Excision)
6. Way Too Far (Mit 12th Planet und Flinch)
7. Narcissistic Cannibal (Mit Skrillex als Gitarrist und Kill the Noise)
8. Here to Stay
9. Freak on a Leash
10. Falling Away from Me
11. Predictable
12. Another Brick in the Wall (Pink-Floyd-Coverversion)
13. Shoots and Ladders/One
14. Got the Life
15. Blind